# Stanley in Darkest Africa
Stanley in Darkest Africa è un cortometraggio muto del 1915 diretto da Jack Bonavita e Frank Montgomery.

## Produzione
Il film fu prodotto da David Horsley per la Centaur Film Company.

## Distribuzione
Distribuito dalla Mutual Film, il film - un cortometraggio in due bobine - uscì nelle sale cinematografiche USA il 9 dicembre 1915.